# خانواده کی ای
خانواده کی ای (انگلیسی: KE family)  یک نام پزشکی است که برای یک خانواده بریتانیایی‌ تعیین شده است، که حدود نیمی از آن‌ها اختلال گفتاری شدید به نام نارسایی کلامی تکاملی دیس‌پراکسی کلامی تکاملی دارند.